# Manoir de la Cour (Boutteville)
Pour les articles homonymes, voir Manoir de la Cour.
Le manoir de la Cour est une demeure, de la toute fin du XVIe siècle, qui se dresse sur le territoire de la commune française de Bouteville, dans le département de la Manche, en région Normandie.

## Localisation
Le manoir est situé, à l'écart, à 300 mètres au nord-ouest de l'église Saint-Hermeland de Bouteville, dans le département français de la Manche.

## Historique
La partie droite du manoir de la Cour fut bâti en l'an 1599 par Claude Le Cauf : d'azur à une fasce d'argent, cotoyée par deux devises de même, chargée de six sautoirs de gueules. Une pierre calcaire insérée dans le mur extérieur de cette partie du manoir porte l'inscription, « Je esté basti par Mr Claude Le Cauf filz Mr Claude advocat en l'an 1599 ».
La propriété est acquise par Auguste Le Marois pour le compte de son frère Jean Le Marois (1776-1836).

## Description
Le château se présente sous la forme d'une longue construction irrégulière.
La partie la plus à gauche présente au rez-de-chaussée et au premier étage deux fenêtres à meneaux arrondis, entourées de colonnettes à piédestaux sculptés. C'est dans cette partie, la plus ancienne qui doit dater de la première moitié du XVIe siècle, dans une salle du rez-de-chaussée, que l'on peut voir une cheminée monumentale à colonnes dont la hotte est décorée d'un cerf grandeur naturelle couché entre deux colonnes.
L'autre partie, à droite, datée par une inscription de 1599, comporte à chaque angle une échauguette, en briques brunes sur des consoles à quatre ressauts et cinq cordons de pierre calcaire blanc.
La cour et les communs ont un aspect archaïque.
Le manoir est inscrit à l'Inventaire général du patrimoine culturel.